# Explosions de San Juan Ixhuatepec
Les explosions de San Juan Ixhuatepec, aussi appelées explosions de San Juanico, forment une série d'explosions de type BLEVE d'un dépôt de gaz de pétrole liquéfié (GPL) qui se produit les 19 et 20 novembre 1984 à San Juan Ixhuatepec, une ville de la municipalité de Tlalnepantla de Baz, dans l'État de Mexico (Mexique). L'accident provoque la mort d'entre 500 et 600 personnes et fait environ 2 000 blessés, faisant de cette catastrophe industrielle une des pires de l'histoire.
Les explosions les plus fortes débutent à 5 h 45 le 19 novembre dans une installation de stockage de l'entreprise Pemex et durent jusqu'à 7 h 1. D'autres explosions plus petites continuent jusqu'au lendemain. Les victimes meurent carbonisées, asphyxiées par le propane ou des suites de leurs brûlures.
À l'issue de l'enquête, Pemex est jugée responsable du désastre.

## Contexte
Le peuplement de San Juan Ixhuatepec date d'entre les XIVe et XVe siècles. À la suite de la chute de l'Empire aztèque, le site devient un village indigène. Une partie des terres est octroyée à une hacienda au XIXe siècle. Après la révolution mexicaine, elles sont restituées aux habitants sous formes d'ejidos. 
Dans les années 1940, la croissance de la zone métropolitaine de la vallée de Mexico s'accélère. Sous l'impulsion de ses gouvernements successifs, l'État de Mexico s'industrialise et le phénomène n'épargne pas Tlalnepantla de Baz, à l'est de laquelle se trouve San Juan Ixhuatepec, aussi appelée familièrement San Juanico. Une politique d'expropriation des ejidos est mise en place pour les remplacer par des industries. C'est le cas de la parcelle attribuée à Pemex sur laquelle est construit un centre de traitement du gaz de pétrole liquéfié (GPL) qui arrive des diverses raffineries du pays. La première installation, d'une capacité de 16 millions de m³ de GPL, est inaugurée en 1961. De petites sociétés gazières privées s'implantent tout autour.
Le principal danger est la proximité avec les habitations, notamment avec les colonies de San José Ixhuatepec, San Isidro Ixhuatepec et Lázaro Cárdenas. La plupart de ces maisons ont été construites illégalement par des familles pauvres, certaines avec des matériaux inflammables comme le bois et le carton.

## L'accident
Dans des témoignages postérieurs à l'accident, des survivants voisins de l'installation racontent avoir senti une forte odeur de gaz le 19 novembre 1984 vers 3 h du matin et l'avoir signalée aux autorités. À ce moment-là, 55 personnes travaillent encore dans l'usine.
La catastrophe débute à 5 h 30 avec la rupture d'un tuyau de 20 cm de diamètre servant à amener le gaz depuis trois raffineries vers le centre de stockage, constitué de six sphères et de quarante-huit cylindres de différentes tailles. Une fuite de gaz de presque dix minutes provoque la formation d'un nuage de vapeur inflammable de 200 m sur 150 m. Il prend feu pour une raison inconnue, peut-être à cause d'une erreur humaine selon une version. Le grand incendie affecte d'abord les maisons les plus proches, puis atteint à 5 h 44 une petite sphère de GPL qui s'enflamme, provoquant une première explosion de type BLEVE d'environ 300 m de diamètre et 500 m de hauteur. S'ensuivent, pendant une heure et demie, onze autres explosions à mesure que quatre autres sphères et cinq cylindres sont dévorés par les flammes. De plus petites explosions se succèdent jusqu'à 10 h du matin le lendemain, le 20 novembre. Les sismographes de l'Université nationale autonome du Mexique (UNAM) enregistrent huit explosions de grande magnitude, la dernière à 7 h 1.

### Effets immédiats
Le rayonnement thermique due à l'explosion est tellement rapide et puissant que de nombreuses personnes situées au plus près du site n'ont pas le temps de réagir et sont presque instantanément carbonisées. Seuls 2 % des corps retrouvés seront reconnaissables. Les habitants qui le peuvent fuient en grand nombre, beaucoup atteints de brûlures. Les bouteilles de gaz gardées dans les maisons explosent quand les flammes les atteignent. Les matériaux comme le bois et le carton s'enflamment immédiatement.
L'explosion provoque la formation d'un cratère de 200 m. Les alentours de l'usine sont rasés et les rares survivants s'enfuient le plus loin possible à travers une topographie difficile des lieux. Les premiers secours arrivent à partir de 6 h 15 et s'attaquent aux flammes. Des militaires, policiers, pompiers et secouristes sont tués ou blessés, surpris par les explosions suivantes. À 6 h 20, l'armée mexicaine commence à se déployer pour sécuriser la zone. Des débris des réservoirs sont projetés à plus d'un kilomètre où ils retombent sur des maisons qui avaient échappé au feu, provoquant d'importants dégâts.
Les autobus, camions et automobiles disponibles prennent en charge gratuitement les sinistrés et les emmènent en sécurité à la station de métro Indios Verdes, dans la partie ouest de Tlalnepantla de Baz ou dans les quartiers nord de Mexico comme Cuautepec, Lindavista et Ticomán. Des commerçants offrent de la nourriture aux réfugiés.
Pendant que les pompiers luttent en vain contre les incendies, de l'aide est demandée à la délégation de Gustavo A. Madero et à la municipalité d'Ecatepec de Morelos. Il est décidé de laisser brûler le gaz en vidant les réservoirs avant qu'ils n'explosent. Par ce procédé, 11 millions de m³ de gaz sont consumés sur les 16 millions que stockait l'installation. Le feu n'est éteint que 40 heures plus tard.

## Conséquences

### Victimes
Les chiffres officiels, contestés, sont les suivants :
- 503 morts ;
- 926 blessés graves, dont 353 brûlés au premier degré ;
- 60 000 personnes évacuées ;
- 149 habitations détruites ;
- 7 000 personnes hospitalisées dans l'État de Mexico et à Mexico dont 249 nécessitant des soins importants.

Les sinistrés sont mis à l'abri dans des lieux réquisitionnés comme la basilique Notre-Dame-de-Guadalupe et l'Institut polytechnique national. La tragédie attire l'attention des médias internationaux.

### Réaction gouvernementale et mouvement social
Le 20 novembre, le site est visité par le président de la République, Miguel de la Madrid, et par le gouverneur Alfredo del Mazo González (es). Dans les jours suivants, des fonctionnaires et le président de Pemex, Mario Ramón Beteta (es), rejettent la faute sur les sociétés gazières privées. Une commission gouvernementale est constituée pour la reconstruction des maisons et l'indemnisation des sinistrés.
Des victimes s'organisent en une « Assemblée populaire de San Juan Ixhuatepec » (en espagnol : Asamblea Popular de San Juan Ixhuatepec) pour demander la reconnaissance de la responsabilité de Pemex, le déménagement de l'usine loin de la ville et pour contester le bilan officiel du nombre de morts. La première manifestation, le 25 novembre, est réprimée par la police de l'État. Des figures du mouvement meurent dans des conditions étranges, comme Telésforo Rivera Morales qui est séquestré, torturé et assassiné. D'autres, comme Agustín Baños et le curé Abel de la Cruz qui a dénoncé publiquement Pemex, sont forcés à quitter San Juanico. Une autre marche est réprimée le 16 décembre 1985. Une association est créée, l'Unión Popular Ixhuatepec, pour poursuivre la lutte pour la défense des victimes.

### Responsabilités
À la suite de la mobilisation populaire, le procureur général de la République proclame le 22 décembre 1984 la responsabilité de Pemex. Le versement des indemnisations et la reconstruction débutent en 1985. Des journalistes rapportent de la corruption et des irrégularités dans le processus. Des victimes déclarent n'avoir reçu aucune aide malgré le fait d'avoir été directement affectées par la catastrophe.
La cause de l'accident n'a jamais été déterminée avec certitude, mais différents éléments pointent des erreurs humaines et un manque d'outils de prévention et de surveillance. Une étude ultérieure indique qu'un plus grand espacement entre les structures de stockage aurait permis d'éviter la réaction en chaîne. L'autorisation de laisser des habitations s'installer à proximité d'une telle usine est considérée comme une négligence des pouvoirs publics.
Le 21 novembre 1986, un décret présidentiel de Miguel de la Madrid demande le départ de Pemex de la ville, exigence qui n'a jamais été pleinement respectée.

## Incidents postérieurs
La zone de San Juanico est victimes de deux autres accidents majeurs dans les années qui suivent :
- Le 23 novembre 1990, une explosion et un incendie dans une usine de Pemex[3] ;
- Le 11 novembre 1996, l'explosion de deux réservoirs d'essence sans plomb à l'installation Satélite Norte, une nouvelle usine construite à un kilomètre du site de la tragédie de 1984. Le bilan est de 2 morts et 14 blessés et, bien que l'incendie n'a pas eu la même intensité que douze ans plus tôt, cette fois les systèmes d'alertes ont bien fonctionné et la zone a été évacuée[5].

Des dizaines de sociétés gazières continuent d'opérer dans la région et transportent quotidiennement des centaines de bouteilles de GPL vers la zone métropolitaine de la vallée de Mexico.